# سرچشمه (سرآب)
سرچشمه یکی از روستاهای استان آذربایجان شرقی است که در دهستان شربیان بخش مهربان شهرستان سرآب واقع شده‌است.
از نظر تاریخی این روستا دارای تاریخی نزدیک به ۱۷۰۰ سال می‌باشد که قبرستان روستا بیانگر این امر می‌باشد این روستا و روستای دیگری به نام دوق (که ساکنین آن بنا به نوع دفن مردگان زرتشتی بوده‌اند) مورد هجوم غارتگران اشیای تاریخی قرار گرفته‌اند.
سرچشمه هم‌اکنون جز مناطق شکارممنوع است.